# تأثير أرقام يوم الميلاد

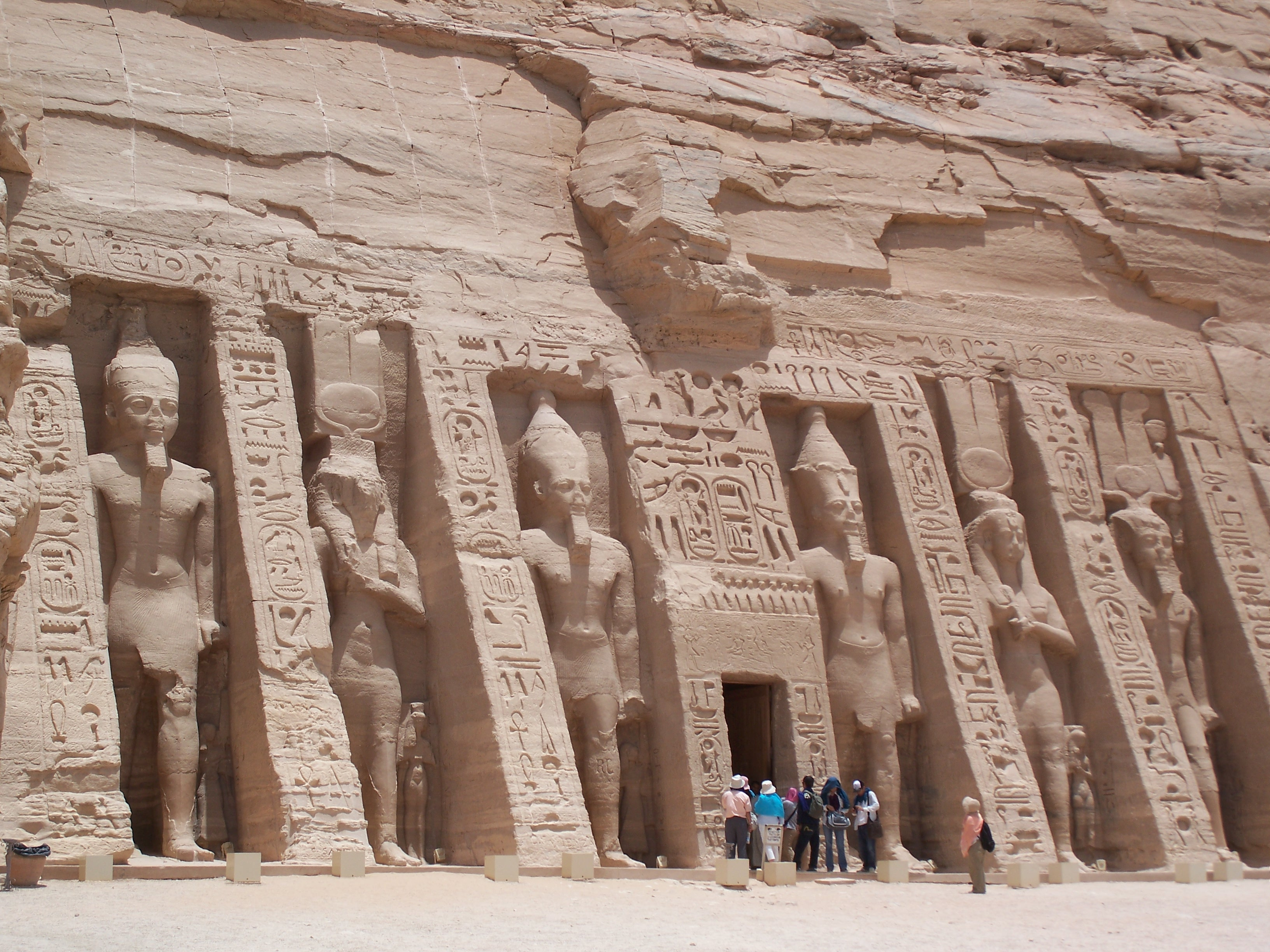
معبد أبو سمبل، في مصر، حيث تتعامد الشمس على وجه تمثال الفرعون (الملك) في يوم مولده، كمثال على تأثير أرقام يوم الميلاد.

تأثير أرقام يوم الميلاد (بالإنجليزية: Birthday-number effect) هي ظاهرة تُوَضِّح اتجاهاً باطناً عند الناس لتفضيل الأرقام الواردة في تاريخ ميلادهم على باقي الأرقام الأخرى. ظهر هذا المصطلح لأول مرة في عام 1997 من قِبَل عالِمَي النفس اليابانيين «شينوبو كيتاياما» (بالإنجليزية: Shinobu Kitayama) و«ميومي كاراساوا» (بالإنجليزية: Mayumi Karasawa)، ثم أصبح مصطلح «تأثير أرقام يوم الميلاد» شائعا في مختلف البلدان. وهو يختلف حسب العمر والجنس. وأظهرت الدراسات أن التأثير الأبرز يكون للأرقام الأكبر من 12.
معظم الناس يحبون أنفسهم، ويرتبط يوم الميلاد بالذات، وبالتالي يكون هناك تفضيل للأرقام الواردة في تاريخ ميلادهم، على الرغم من حقيقة أنها تظهر في سياقات أخرى كثيرة. الأشخاص الذين لا يحبون أنفسهم لا يظهر معهم «تأثير أرقام يوم الميلاد». وهناك تأثير مُماثل، هو تأثير حروف الاسم، فالناس يميلون إلى تفضيل الحروف التي هي جزء من اسمهم. وهناك ارتباط كبير بين «تأثير أرقام يوم الميلاد» و«تأثير حروف الاسم». في التقييمات النفسية تستخدم مهمة تفضيل الرقم لتقييم التقدير الذاتي ضمنيًّا.
وهناك بعض الأدلة على أن لهذا التأثير آثارا على القرارات الحياتية. حيث كشفت إحدى الدراسات المعملية عن زيادة في التعامل الإيجابي مع الأسعار عندما تم التلاعب بها سرا لتتناسب مع تواريخ ميلاد مَن أُجريت عليهم الدراسة، مما أدى إلى زيادة فُرص الشراء. غير أن دراسة ثانية بينت أن استخدام سنة الميلاد كـ«سعر» لم يؤدِّ إلى النتيجة نفسها. ووجدت إحدى الدراسات أن المشاركين ذوي التقدير الأعلى للذات يفضلون المنتجات إذا كان اسم المنتج به أرقام يوم ميلادهم و/أو حروف اسمهم. بعض البحوث الميدانية في «تأثير أرقام يوم الميلاد» وأثره على القرارات الحياتية الكبيرة (مثل مكان الإقامة) تُعد مثيرة للجدل.

## خلفية
على مر التاريخ كان لدى المجتمعات أعداد تعتبرها مميزة. على سبيل المثال في روما القديمة كان الرقم 7 يبشر بالخير لديهم، وفي حضارة المايا كان الرقم 13 مُقَدَّساً بالنسبة لهم، وفي الوقت الحالي في اليابان تُقدم الأرقام 3 و5 و7 كهدايا لجلب الحظ، وفي الصين يعتبر الرقم 8 رقم الحظ ويتم تجنب الرقم 4 كلما أمكن ذلك، وفي الثقافة الغربية غالباً ما يعتبر الرقم 13 عدداً غيرَ محظوظ، ومن هنا جاء مصطلح رهاب العدد 13. وفي الحضارة المصرية القديمة كان ليوم ميلاد الفرعون أو يوم تتويجه أهمية خاصة، على سبيل المثال فقد صُمِّمَ معبد أبو سمبل بطريقة هندسية تجعل شعاع الشمس يتعامد على وجه تمثال الفرعون في يوم ميلاده سنويا.
ويعود تصميم التجارب مع الأرقام إلى عام 1933، حين قام الباحث ديتز بسؤال الهولنديين بنطق أول رقم يتبادر إلى أذهانهم ما بين 0 و99. تم ذكر الرقم 7 أكثر من باقي الأرقام، وتكرر الحال في تجارب مُماثلة أُجريت في بلدان أخرى. وكذلك جاء الرقم 7 في الصدارة في دراسات طُلِب فيها من الناس تسمية رقمهم المفضل. وفي استطلاع على الإنترنت أُجري من قبل أليكس بيلوس كاتب عمود في الغارديان شارك فيه أكثر من 30,000 شخص من جميع أنحاء العالم، وجاء الرقم 7 كأكثر رقم شعبية، وجميع الأعداد تحت 100 تم تقديمها مرة واحدة على الأقل وتقريباً النصف بالنسبة للأعداد تحت 1000. وقام باحثا التسويق كينغ وجانيسزويسكي بالتحقيق بأفضلية الأرقام بطريقة مختلفة، حيث أظهروا لطلاب جامعيين أعداداً عشوائية وطلبوا منهم أن يقولوا بسرعة إن كانوا يُحبون هذا العدد أم لا أو يشعرون بالحياد. وكان العدد 100 أكثر عدد يُعجب الناس بنسبة 70% وأدنى نسبة تكرهه 5%، وحصلت الأعداد من 1 إلى 20 على إعجاب أكثر بـ 9% من الأعداد الأعلى، وحصلت الأعداد الناتجة عن جداول الضرب (مثل 2 × 2 إلى 10 × 10) على أعجاب أكثر بـ 15% من الأعداد الباقية. وخلص الباحثان بأن الطلاقة العددية تتنبأ بتفضيل الأرقام: وبالتالي فإن أعداد جدول الضرب مفضلة على الأعداد الأولية.
ويعود مجال البحوث في «تأثير الحروف» -وهو ذو صلة وثيقة بـ«تأثير الأرقام»- إلى خمسينات القرن العشرين. في عام 1985، ذكر عالم النفس البلجيكي «نوتين» النتيجة غير المتوقعة بأن الناس يميلون بشكل غير متناسب وبدون عِلم لحروف أسمائهم. وقد تم تكرار «تأثير حروف الاسم» في عشرات الدراسات المتتابعة في لغات وثقافات وألفبائيات مختلفة، سواء كان المشاركون يختارون حرفهم المفضل من زوج عشوائي، أو يختارون أعلى ستة حروف من جميع الحروف من الألفبائية، أو قَيَّموا كل حرف على حدة. وتوقع «نوتين» بأنه نظراً لأن القوة الدافعة وراء «تأثير حروف الاسم» هو تفضيل غير واعي لأي شيء متصل بالذات، فسيكون هناك أيضاً «تأثير لأرقام يوم الميلاد».

## الدراسة الأولية
في عام 1997، لاحظ الباحثان «شينوبو كيتاياما» و«ميومي كاراساوا» أن الدراسات أظهرت أن الشعب الياباني لا يسعى إلى الحفاظ على تقدير الذات وتعزيزه، على عكس الأوروبيين والأمريكيين. في حين وَجَدَت الأبحاث أن المشاركين الغربيين يعتقدون زورا أنهم أفضل من المتوسط، وينسبون الفضل في النجاحات لأنفسهم ويُلقون باللوم على الآخرين عند الفشل، ويُبالغون في فرص الحظ الجيد الذي يحدث لهم، بينما الدراسات التي أُجريت مع اليابانيين لم تكشف عن هذه الميول التي تعزز الذات. وبالإضافة إلى ذلك، في الدراسات متعددة الثقافات، ذكر اليابانيون أن تقدير الذات قد يتأثر سلبا بالفشل أكثر من تأثره إيجابا بالنجاحات، عكس ما ذكره الأمريكيون. وكان المشاركون في هذه الدراسات على عِلم بأنه يتم تقييم تقديرهم لذاتهم، وبالتالي فهم مقياس صريح لتقدير احترام الذات. وهذا ما أثار تساؤل الباحثين كيتاياما وكاراساوا. فقد بدا للباحثين أن اليابانيين ليس عندهم مشاعر إيجابية تتعلق بأنفسهم. وافترضوا أن اليابانيين بطريقة ما لا يسمحون لهذه المشاعر أن تظهر علنا. لاختبار ذلك، قاموا بتجربتين دون إظهار أن الهدف هو تقييم «تقدير الذات»، وحاولوا قياس تقدير الذات ضمنا. وحيث أنه من تعريف «التقدير الذاتي الضمني» أنه لا يُمكن الوصول إليه بالاستنباط، فإن قياسه لا يعتمد على التقارير الذاتية المباشرة، بل على مدى ما تُوَلِّدُه الأشياء المرتبطة بالنفس من أفكار إيجابية مقابل الأفكار السلبية. وكانت التجربة الأولى تِكرار لدراسة «نوتين» عام 1987 لتفضيل الحروف، والتي تبحث عن تأثير مرتبط بحروف اسم المشارك. وشملت التجربة الثانية الأرقام، للبحث عن تأثير أرقام يوم الميلاد، تتمثل في يوم ميلاد المشاركين (بين 1 و31) وشهر ميلادهم (بين 1 و12).

### الطريقة
بالنسبة لتجربة الحروف، طلب الباحثان من 219 طالبا جامعيا يابانيا أن يُقَيِّموا كل حرف من الأبجدية الـ 45، وهي جزء من نظام الكتابة الياباني، وفقا لمدى إعجابهم به.
وبالنسبة لتجربة الأرقام، طلب الباحثان من 269 طالبا جامعيا يابانيا تقييم الأرقام بين 0 و49 على حسب الجاذبية. تم اختيار الرقم 49 باعتباره الحد الأعلى لإخفاء الهدف الحقيقي للدراسة، المتمثل في أيام الشهر (1-31)، وكذلك تم تضمين الرقم 0 لإخفاء الهدف. وكان على المشاركين إعطاء تقييم على مقياس من ست نقاط، تتراوح من "1" إذا كانوا لا يحبون الرقم كثيرا، إلى "6" إذا كانوا يحبون الرقم كثيرا. وبمجرد القيام بذلك، طُلِب من المشاركين بياناتهم الشخصية، بما في ذلك تاريخ ميلادهم.

### النتائج
تحليل بيانات تفضيلات الحروف كشف عن «تأثير حروف الاسم»، حيث أعطى المشاركون تفضيلا أعلى للحروف الواردة بأسمائهم. وكشف تحليل بيانات تفضيلات الأرقام عن «تأثير أرقام الميلاد». بدايةً قام الباحثان بحساب متوسط إعجاب المشاركين للأعداد غير الواردة بتاريخ ميلادهم. وكانت هذه المتوسطات هي خط الأساس. ولكل مشارك، تم حساب الفارق بين تفضيله للرقم وخط الأساس لنفس الرقم. وأظهر متوسط درجات التفضيل لأنواع مختلفة من الأرقام أن المشاركين يُفضلون الأرقام الواردة في تاريخ ميلادهم. وكان التأثير أقوى للأعداد الأعلى، أكثر من 12. وكان التأثير الأضعف للذكور وشهر الميلاد (الفرق عن المتوسط 0.03 فقط)، وأقوى للإناث مع يوم ميلادهم (الفرق عن المتوسط 0.77). وبصورة عامة، أظهرت النساء تفضيلا أكبر للأرقام الواردة بتاريخ ميلادهن عن الرجال.

### التفسيرات
خلص الباحثان إلى أن نتائج كلتا التجربتين تتسق بدرجة كبيرة مع الفرضية القائلة بأن التفضيل يرجع إلى الارتباط بالذات. هذه المشاعر تؤثر في المحفزات التي ترتبط ارتباطا وثيقا مع الذات، ليس فقط الأسماء وتاريخ الميلاد، ولكن أيضًا، ضمنيا، الحروف المكونة للاسم والأرقام الواردة بتاريخ الميلاد. ولأن معظم الناس يُحبون أنفسهم، فمعظم الناس لديهم مشاعر إيجابية لهذه الأشياء المرتبطة بهم. وأرجع الباحثان سبب أن التأثير أقوى للأعداد الكبيرة لأن تلك الأعداد -غالبا- لا ترتبط بمعانٍ أخرى في الحياة اليومية، بخلاف ارتباطها بيوم الميلاد.
وهناك تفسير آخر لتأثير أرقام يوم الميلاد يتعين اختباره هو: تأثير مجرد التعرض. فلو كان صحيحا أن أرقام يوم الميلاد تُستخدم بشكل غير متناسب في الحياة اليومية للشخص، فإن تفضيل تلك الأرقام يمكن ببساطة أن يكون «تفضيلا لما هو أكثر شيوعا». حيث وجد «زاجونك» في دراسته المعملية في الستينيات والثمانينيات من القرن الماضي أن الأُلفة يمكن أن تؤثر بقوة على التفضيل، وصاغ مصطلح «تأثير مُجرد التعرض». لكن «كيتاياما» و«كاراساوا» قالوا أنه حتى لو رأى الناس أرقام يوم ميلادهم أكثر، فإن هذا لا يزال ضئيلا بالمقارنة مع الكمية الإجمالية للأرقام التي يواجهونها في الحياة اليومية.  وهذا يتماشى مع الحجة التي استخدمها باحثون آخرون لاستبعاد «مجرد التعرض» كتفسير لتأثير الاسم.
وخلص كيتاياما وكاراساوا إلى أن اليابانيين لديهم بالفعل مشاعر إيجابية تجاه أنفسهم، تماما مثل الأمريكيين والأوروبيين، ولكن هذه المشاعر يُخفونها عندما يُسألون عنها صراحةً. وقد تكهنوا بأن السبب وراء هذا الإخفاء يكمن في ميل اليابانيين إلى التركيز على السمات السلبية وغير المرغوب فيها عن طريق تحسين الذات.

## الدراسات اللاحقة
بحلول عام 2017، تم الاستشهاد بدراسة كيتاياما وكاراساوا الأصلية في أكثر من 300 بحث منشور.

### دراسات المتابعة المبكرة
أول دراسات المتابعة تناولت الاختلافات الثقافية. حيث قام بلاس، شميت، جونز، وأوكونيل بتكرار الدراسة الأصلية على طلاب جامعيين في الولايات المتحدة كمشاركين. وقدموا ورقة بحثية في المؤتمر السنوي لجمعية علم النفس الأمريكية في شيكاغو، في أغسطس 1997، قرروا فيها نفس النتيجة بوجود تفضيل لأرقام يوم الميلاد. وقد وجدوا أثرا أقوى بكثير، أرجعه الباحثون إلى ميل الأمريكيين لتعزيز الذات.
وقد أُجريت دراسة المتابعة الثانية في عام 1998 من قِبَل «كيتاياما» و«أوتشيدا». حيث سعوا إلى دراسة العلاقة بين تأثير حروف الاسم لشخص ما و«تأثير أرقام يوم الميلاد»، حيث كان «كيتاياما» و«كاراساوا» قد ألمحا لقوة دافعة واحدة وراء كلا التأثيرين. وكما توقعا، فقد توصل كيتاياما وأوتشيدا إلى أن هناك علاقة بين التأثيرين لنفس الشخص. وأكدت الدراسات اللاحقة هذه النتيجة.
في عام 2000، قام «بوسون» و«سوان» و«بينباكر» باختبار سبعة مقاييس للتقدير الذاتي الضمني، بما في ذلك مهمة تأثير يوم الميلاد ومهمة تأثير حروف الاسم، وأربعة مقاييس للتقدير الذاتي الصريح. وقد استخدموا مقياسا للتقييم من سبع نقاط بدلا من مقياس الست نقاط الذي استخدمه كيتاياما وكاراساوا، ودرسوا فقط «يوم» الميلاد. أظهر المشاركون تفضيلا لأرقام يوم ميلادهم أعلى بـ 0.73 (في المتوسط) عن الأرقام الأخرى. وعندما قام الباحثون بإعادة اختبار جميع المقاييس الضمنية السبعة، كانت مهمة أرقام يوم الميلاد واحدة من ثلاث نتائج أعطت نتائج مماثلة. كما وصفوا العلاقة بين «مقاييس التقدير الذاتي الصريح» و«الضمني» بأنها ضعيفة أو لا تكاد تُذكر، وخلصوا إلى أن كلا من تقدير الذات الضمني والصريح يعتمدان على أسس مختلفة.

### دراسات المتابعة اللاحقة
قامت الدراسات اللاحقة بدراسة مظاهر ذلك التأثير. سعى «كول» و«ديجكسترهويس» و«فان نيبنبرغ» لاستكشاف إلى أي مدى يحدث ذلك التأثير بصورة تلقائية. فعلوا ذلك مع كل من الأرقام والحروف. قسموا المشاركين إلى مجموعتين. وطُلِب من المجموعة الأولى أن تُعطي ردود فعل سريعة وبديهية تُبين تفضيلاتهم للمحفزات (استجابة للشعور). بينما طُلِب من المجموعة الثانية أن تُوَضِّح سبب تفضيلها لبعض الأرقام عن الأرقام الأخرى، وطُلِب أيضا تحليل خصائص الأرقام التي يُفضلونها (استجابة بعد التفكير). كما توقع الباحثون، وجدوا أن كلا من تأثير أرقام يوم الميلاد وتأثير حروف الاسم قد اختفيا في حالة «التفكير». وذهبوا إلى أن التفكير في الأسباب يُحَفِّز على التغلب على تأثيرات تقدير الذات الضمنية. وقد أيدت هذا الاستنتاج نتائج الارتباطات بين التأثيرات: ففي «حالة الشعور» كان هناك ارتباطا قويا بين تأثير أرقام يوم الميلاد وتأثير حروف الاسم، بينما لم يُلاحظ هذا الارتباط في «حالة التفكير».
قام «جونز» و«بيلهام» و«ميرنبرغ» و«هيتس» بدراسة كيف يحدث ذلك التأثير تحت ما يسمى «التهديدات». وقد أظهرت الأبحاث السابقة التي قام بها «كول» و«سميتس» و«فان نيبنبرغ» و«ديجكسترهويس» بالفعل أن «تأثير حروف الاسم» يتأثر بالتهديد المُتَصَوَّر. قام «جونز» و«بيلهام» و«ميرنبرغ» و«هيتس» أولا بجعل بعض المشاركين يكتبون عن عيب شخصي (Personal flaw)، ثم أعطوا كل المشاركين مهمة تفضيل الرقم ومهمة تفضيل الحرف. ما وجدوه كان متسقا مع النتائج السابقة: الأشخاص الذين يحبون أنفسهم كثيرًا يُفَضِلون أرقام يوم ميلادهم وحروف اسمهم أكثر عند احتمال وجود تهديد. وهذا مُتَوَقَّع من خلال نظرية تعزيز الذات اللاشعوري، ولا يمكن تفسيرها من خلال نظرية «مجرد التعرض» فقط.
أجرى «نيكل» و«بيدرسون» و«روسو» بحثا عن ذلك التأثير مع السنوات الكبيرة. وطلبوا من 83 طالبا جامعيا أن يُقَيِّموا (على مقياس من 1 إلى 7) مدى حبهم للسنوات بين 1976 و2001، وأشهر السنة، وفصول السنة، وأوقات اليوم، وحتى أنواع الحيوانات الأليفة في محاولة لإخفاء هدف الدراسة. وأظهر تحليل البيانات أن المشاركين يُحبون سنة ميلادهم أكثر بكثير من متوسط السنوات الأربع التالية لولادتهم. كما وجد الباحثون أيضا أن تفضيل «سنة التخرج من المدرسة الثانوية» كان أفضل من المتوسط. ومن بين أشهر السنة، كان الشهر الأكثر إعجابا هو الذي وُلِدَ فيه المشاركون.
قام «فالك» و«هاين» و«تاكيمورا» و«تشانغ» و«هسو» بدراسة مدى صحة استخدام «مقاييس التقدير الذاتي الضمني» لتقييم الاختلافات الثقافية. فقاموا بسلسلة من الاختبارات على مشاركين كنديين ويابانيين، واحدة من تلك الاختبارات كانت تقييم الأرقام حتى 40 حسب تفضيل المشاركين. ولما لم يجد الباحثون سوى علاقة ضئيلة (تكاد لا تُذكر) بين مقاييس التقدير الذاتي الضمني المختلفة، فإنهم لم يستخلصوا أية استنتاجات حول الاختلافات الثقافية. استكشف «ستيجر» و«كريزان» الاختلافات بين الثقافات في تفضيل الأرقام، وتحديدا يوم الاحتفال بعيد الميلاد كمُساهم في تفضيل الرقم. فقد طلبوا من مشاركين من ستة بلدان أن يصنفوا الأرقام ما بين 1 و36. ووجدوا أنه في البلدان التي يتم فيها تبادل الهدايا في 24 ديسمبر يفضل المشاركون العدد 24، في حين أن البلدان التي تحتفل بيوم 25 ديسمبر يفضل المشاركون العدد 25. وخلصوا إلى أن التأثيرات الثقافية يجب أن تؤخذ في الاعتبار إذا استخدمت هذه التفضيلات لتعكس الفروق الفردية.

## التطبيق
في التقييمات النفسية، تم استغلال تأثير رقم يوم الميلاد لقياس التقدير الضمني للذات. وغالبا ما تُستخدم مهمة تفضيل الرقم في تركيبة مع مهمة تفضيل الحرف الأكثر شعبية، وتسمى هذه الاشتراكات أحيانا بمهمة تفضيل الحروف الأولى وتاريخ الميلاد (بالإنجليزية: Initials and Birthday Preference Task : IBPT). ويُعد «اختبار الرابطة الضمني» من أكثر الطرق شيوعا لقياس الثقة الضمنية بالذات.
لا توجد طريقة قياسية لتطبيق هذه المهمة. وأكثرها استخداما هي «مهمة التقييم»، وفيها يقوم عدد من المشاركين بتقييم جميع الأرقام تحت حد معين (عادة أكثر من 31 لإخفاء علاقة غرض التقييم بالتواريخ)، ليسجلوا مدى إعجابهم بكل رقم في مقياس من 7 نقاط. لا توجد خوارزمية قياسية واحدة لحساب التقدير الضمني للذات. هناك، على الأقل، ستة خوارزميات مستخدمة. يُوصي كل من ستيجر وفوراسيك وفورمان في تحليلهم الفوقي لتأثير الاسم-الحرف، باستخدام خوارزمية التصحيح المزدوج ذي الاختيار الصعب (بالإنجليزية: ipsatized double-correction algorithm). وعادة ما تُطَبَّق الخوارزميات على أرقام اليوم وكذا الشهر.
يُوصي ستيجر وفوراسيك وفورمان كذلك، بأن تشمل المهمة كلا من تفضيل الحرف وتفضيل الرقم، وأن تُطبق مرتين، وأن تركز التعليمات على الإعجاب بدلا من الجاذبية. استُخدِمَت مهمة تفضيل الأرقام لقياس الثقة الضمنية بالذات في سياقات متنوعة مثل تربية الأبناء والعادات العقلية.

## الآثار الأوسع نطاقا
بحث الباحثون عن آثار أوسع لتأثير أرقام يوم الميلاد على التفضيلات، داخل وخارج المختبر. وهناك مجموعة من الأبحاث المثيرة للجدل تحت مظلة الأنانية الضمنية حول ما إذا كان الناس يتخذون القرارات الحياتية بناءً على حروف اسمهم أو أرقام يوم ميلادهم. يقول المشككون أن الادعاء بأن «حروف الاسم» تؤثر على قرارات الحياة هو أمر غير عادي يتطلب أدلة غير عادية. استنادا إلى تحليل البيانات الميدانية الأمريكية يستنتج بيلهام أن الناس يعيشون بشكل غير متناسب في المدن التي تحتوي أسماؤها على أرقام تطابق أرقام تاريخ ميلادهم. فقد بحثوا الأشخاص الذين ولدوا في 2 فبراير، 3 مارس، 4 أبريل، وما إلى ذلك حتى 8 أغسطس، والأشخاص الذين يعيشون في المدن التي يحتوي اسمها على أعداد، مثل تو ريفرز (2)، ثري أوكس (ميشيغان) (3)، فور كورنرز (4)، وما إلى ذلك. ولكن في تحليله النقدي لهذه الدراسة جادل سيمونسون أن موثوقيتها هي موضع شك، حيث وجد عددا قليلا من السكان ذي أرقام مطابقة. حاول سيمونسون تكرار النتيجة بطرق مختلفة ولكن من دون نجاح. لم يعثر على تأثير تاريخ الميلاد على البلدة (على سبيل المثال، اليوم الثاني من أي شهر، وليس فبراير فقط). كما أنه لم يجد أي تأثير لأرقام يوم الميلاد على الشارع أو العنوان أو رقم الشقة.
قام جونز، بيلهام، كارفالو وميرنبرج بدراسة تأثير تفضيل عددٍ ما على الجذب بين الأشخاص. في دراسة معملية في الولايات المتحدة أعطوا المشاركين ملفات سيرة ذاتية لأشخاص آخرين. وتم استخدام شفرات (أكواد) لتلك الملفات. نصف المشاركين تم إعطاؤهم ملفات ذات شفرة مطابقة ليوم ميلادهم (على سبيل المثال، أُعطي شخص مُشارك وُلِدَ في 8 سبتمبر ملفا شخصيا لشخص يحمل الشفرة "09-08")؛ النصف الآخر من المشاركين تم إعطاؤهم شفرة غير مطابقة (على سبيل المثال "03-23"). وأظهر جميع المشاركين بالضبط نفس التأثير. كان على المشاركين أن يُقَيِّموا إلى أي مدى يعتقدون أنهم يرغبون في الشخص صاحب الملف الشخصي. وأظهرت النتائج أن المشاركين أُعجِبوا أكثر بملفات الأشخاص التي تحمل أرقاما تُطابق أرقام يوم ميلادهم. بالنسبة للمشاركين في شرط السيطرة، يمكن للمشاركين في حالة ارتباط يوم الميلاد في نهاية الاختبار استدعاء أكثر دقة للشفرة، ولكن فقط 5 من 110 مشاركين ذكر تطابق الشفرة باعتباره تأثير قوي. استنتج جونز أن تفضيلات الأشخاص لأرقام يوم ميلادهم قوية بما فيه الكفاية للتأثير على جذب الناس إلى الآخرين. قام بيلهام وكارفالو -في وقت لاحق- بملاحظة الجذب بين الأشخاص باستخدام بيانات ميدانية. واستخدموا سجلات الزواج على مستوى الولاية لاستنتاج أن الأشخاص يتزوجون بشكل غير متناسب من الأشخاص الذين يشاركونهم تاريخ ميلادهم. ووجدوا أيضا أن الأزواج اختاروا بشكل غير متناسب أرقام يوم ميلادهم وأشهر الميلاد كتاريخ للزفاف.
قام كولتر وجريوال بدراسة ما إذا كان تأثير أرقام يوم الميلاد يمكن استغلاله في المبيعات والتسويق. حيث سُئل أكثر من 200 مشارك في استطلاع على الإنترنت عن إعلان لعشاء المكرونة، حيث كان السعر يُناظر يوم ميلادهم. على سبيل المثال، شخص ما وُلِدَ في 16 من شهر معين سيُعرض عليه السعر "39,16 $". ووجد الباحثون أن مطابقة الأرقام تُزيد نوايا الشراء. عند إدخال تهديد واضح للذات في المهمة، وجدوا أثرا مبالغا فيه. وخلصوا من هذا إلى أن التأثير الإيجابي المرتبط بأرقام يوم الميلاد ينتقل مباشرة إلى ميل المستهلكين لتلك الأسعار، ويؤثر في نهاية المطاف على نوايا الشراء. سعى كيلر وجيرل إلى تكرار دراسة كولتر وجريوال. وقد غيروا الأسعار في الإعلانات عن البيتزا وخدمة بث الموسيقى لتتناسب مع يوم الميلاد (يوم، سنة) للمشاركين في دراستهم المعملية. لم يجدوا أي ميل غير متناسب للأسعار المطابقة، لا للسنة التي وُلِدَ فيها المشارك ولا اليوم. وخلُص كيلر وجيرل إلى أنه يجب أن تكون هناك بعض الشروط المُسبقة مثل المُحَفِّزات لحدوث التأثير، على الرغم من أنهم اقترحوا أنه من الممكن أن يكون المشاركون -الذين وُلِدُوا كلهم بين عامي 1990 و1999- قد رأوا أرقام «سنة ميلادهم» بصورة سعر في كثير من الأحيان في الواقع، فتلك الأرقام أصبحت شائعة جدا.
استخدم سميتس مطابقة الاسم ويوم الميلاد في تجربة «تفضيل المُنتَج». حيث أعد أسماء المنتجات ل DVD بحيث تُطابق جزءا من اسم المشارك وتاريخ ميلاده. على سبيل المثال، أحد المشاركين يدعى مارييل، وُلِدَ في 14 مايو، سيحصل على إعلان عن مشغل DVD يدعى «DVD-ما 14» في عينة الدراسة و«DVD بو 30» في العينة الحاكمة. ووجد أن المشاركين ذوي التقدير الأعلى للذات يحبون المنتجات ذات الأسماء المتصلة بهم أكثر مما لو لم تكن كذلك. كما وجد أن العكس يحدث بين المشاركين ذوي التقدير المنخفض للذات: فقد أحبوا المنتجات بشكل أفضل إذا لم تكن ذات صلة بالذات.

## أمثلة من العالم العربي
ظهر في العالم العربي مؤخرا اهتمام بعض الأشخاص بالحصول على الأرقام المميزة لأرقام هواتفهم أو أرقام لوحات سياراتهم. بل وصل الحال إلى إقامة مزادات لبيع تلك الأرقام الخاصة، وصل بعضها لمبالغ طائلة. وغالبا ما يبحث هؤلاء عن أرقام تتوافق مع يوم ميلادهم، وهو ما يَعُدُّه البعض بحثا عن التميز في حين يراه آخرون أنه «هوس» وتبذير.

## الملاحظات
1. ↑  عندما حصر كوبوفي وبسوتكا المهمة على أرقام العشرينات فقط كان الرقم 27 هو الأكثر.[8] وذهبوا إلى أن هذا النوع من المهام، يقوم المشاركون بإنتاج إجابات بحيث تُظهِر امتثالا للاستجابة التلقائية.[11] وقد تكهنوا بأن الأرقام الأخرى تبدو واضحة جدا وأن 7 هي فريدة من نوعها بين الأرقام من 0 إلى 9: ليس لديها مضاعفات بين هذه الأرقام ولا هي مُضاعف لأي من هذه الأرقام.[11] ومع ذلك، الأطفال الصغار لا تُطبِق هذه الإستراتيجية و7 لا يأتي على رأس اختيارات الأطفال من سن الثامنة والتاسعة.[12]
2. ↑  الأرقام الفردية تفوق الأرقام الزوجية، وكان تفسير بيلوس هو أنه في كل من الشرق والغرب تكون للأرقام الفردية أهمية روحية أكثر من تلك الزوجية.[17] كما يبدو أن الدماغ يعالج الأعداد الفردية والزوجية بشكل مختلف: ففي "قياس سرعة رد الفعل" اكتشف هاينس أن الحُكم على عدد فردي أنه فردي يستغرق فترة أطول من الحكم على عدد زوجي أنه زوجي.[5][18]
3. ↑  خوارزمية التقييم البديلة هي أن تأخذ متوسط كل تقييمات المشارك ثم تطرحه من تقييمه لأرقام تاريخ ميلاده. ولكن كما قال بوسون، سوان، وبينباكر لاحقا، فهذا لا يؤثر على تأثير التفضيل المشترك.[38]
4. ↑  أثبتت الدراسات السابقة بالفعل أن يوم الميلاد هو جزء إيجابي من مفهوم الذات.[41] على سبيل المثال، "فينش" و"سيالديني"،  أقنعوا بعض المشاركين أنهم لهم نفس يوم ميلاد راسبوتين، فأظهر هؤلاء المشاركون تفضيلا له عن باقي المشاركين.[42]
5. ↑  وجد كيتاياما وكاراساوا تأثير حروف الاسم حتى بالنسبة للحروف عالية التكرار، مما أقنعهم بأن "مجرد التعرض" لم يكن القوة الدافعة وراء التأثيرين.[44]
6. ↑  هناك مجموعة من البحوث في تأثير معرفة تطابق يوم الميلاد. فحص جيانغ، هيغ، داهل وتشاتوبادهياي تأثير تطابق يوم الميلاد لمندوب مبيعات والعملاء في عملية المبيعات. ووجدوا أن مثل هذا التشابه العَرَضِي يُمكن أن يُؤدي إلى اتجاه أعلى للشراء. وينبع هذا التأثير المُقَنَّع من الحاجة إلى الترابط.[79] وبالمثل قام برغر، ميسيان، باتل، ديل برادو وأندرسون بدراسة أثر تطابق يوم الميلاد مع شخص ما في سياق تقديم طلب. حيث أخبروا بعض المشاركين بأن مُقَدِّم الطلب له نفس يوم ميلادهم. فكانت النتيجة أن 34٪ من المشاركين في المجموعة الضابطة امتثلوا للطلب، بينما في مجموعة تطابق يوم الميلاد امتثلت 62٪. كتب بورجر أن هذا سببه ارتباط عرضي تنتج عنه مشاعر عابرة للجذب. كان رد فعل المشاركين بطريقة مُجَرَّدَة، كما لو كانوا يتعاملون مع صديق.[80] وكشف تحليل لقواعد بيانات كبيرة ممن يختارون رقم اليانصيب أن الأشخاص تختار أرقاما مُطابقة ليوم ميلادهم.[78]